# トニー・イエイヨー
トニー・イエイヨー（Tony Yayo、本名: マーヴィン・ベルナルド、1978年3月31日 - ）は、アメリカ合衆国ニューヨーク州ニューヨーク市クイーンズ区出身のヒップホップMC。
2003年にGユニットに迎え入れられるも銃所持で刑務所に収容され、2004年に釈放される。その後も度々偽装パスポートなどで刑務所入りする。

## ディスコグラフィー

### アルバム
- 『Thoughts of a Predicate Felon 』(G-unit / interscope) 2005年

### ミックステープ
- 『Tony's Home』 - Big Mike
- 『STalk Of New York』 - BeyondRest
- 『The Best Of Tony Yayo (Free Yayo) 』
- 『Face Your Fears』 - Superstar Jay
- 『Godfather of the Ghetto』

### シングル
- 『So Seductive feat. 50 Cent』(G-unit / interscope) 2005年
- 『Curious feat. Joe』(G-unit / interscope) 2005年
- 『Pimpin』(G-unit / interscope) 2005年
- 『I Know You Don't Love Me feat. 50 Cent, Young Buck, & Lloyd Banks』(G-unit / interscope) 2005年
- 『Drama Setter feat. Eminem & Obie Tric』(G-unit / interscope) 2005年